# T-St-S 71
Srub T-St-S 71 byl projektován a částečně budován jako tvrzový pěchotní srub těžkého opevnění na Trutnovsku umístěný na pravém křídle tvrze Stachelberg. Srub byl vybudován jako součást tvrzového opevnění Československa před 2. světovou válkou.
Význam srubu byl obranný pro zajištění tvrze a jako pozorovatelna (pozorovací zvon s výhledem do údolí Ličné a na pevnostní linii) pro řízení palby z tvrzového minometného srubu T-St-S 80. Podle projektu měl mít pouze jednu střeleckou místnost pro kanón se spřaženým kulometem.

## Poloha
Srub byl projekčně umístěn na pravém okraji tvrze ve výšce 613 m n. m. Jako tvrzový srub byl umístěn za protitankovými překážkami ze směru očekávaného postupu nepřítele a obvodovými, protipěchotními, překážkami.

## Výzbroj
Srub byl řešen individuálně, na rozdíl od ostatních koncepcí srubů, a to je projekce dvou kopulí pro těžká kulometná dvojčata. Jeden palebný směr dvojčete je směrem k izolovanému pěchotnímu srubu T-S 69 na vzdáleném pravém křídle tvrze a druhý palebným směrem na tvrz, přesněji ke srubu T-St-S 72. Oba směry přitom kryjí obrannou linii tvrze. Pravé křídlo srubu (směr k T-S 69) mělo být osazeno pod betonem protitankovým kanónem se spřaženým kulometem. Pro zajištění obrany okolí srubu měly být instalovány lehké kulomety ve zvonech i pod betonem.

T-St-S 71
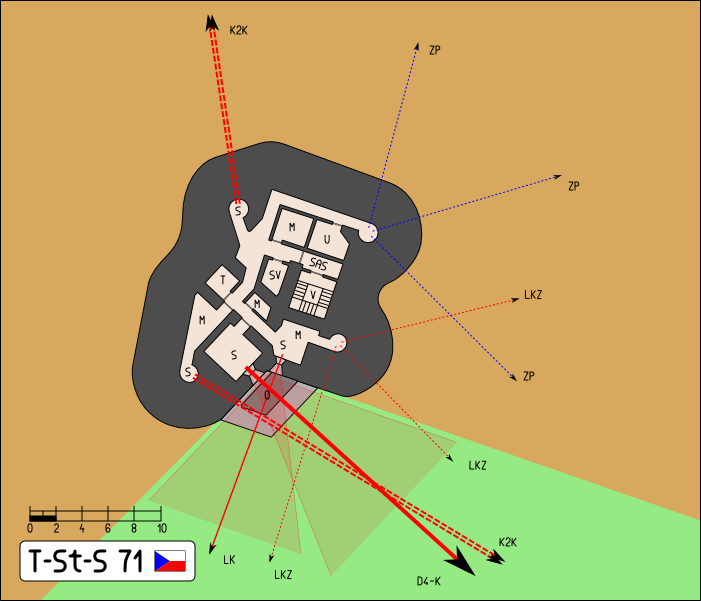
Horní patro srubu LK - lehký kulomet LKZ - l. kulomet zvon D4-K - kanón + t. kulomet K2K - t. kulomet, dvojče, kopule 0 - diamantový příkop S - střílna SAS - přechodová komora M - Munice SV - stanoviště velitele V - výtah PZ - pozorovací zvon.
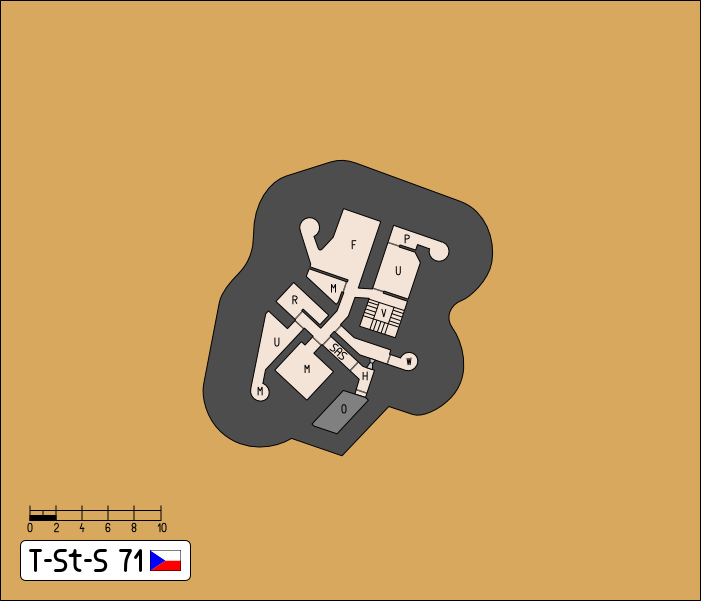
Dolní patro srubu SAS - přechodová komora H - nouzový výlez F - filtrovna U - ubikace R - radiostanice V - výtah W- záchod.

- Horní patro srubu
LK - lehký kulomet
LKZ - l. kulomet zvon
D4-K - kanón + t. kulomet
K2K - t. kulomet, dvojče, kopule
0 - diamantový příkop
S - střílna
SAS - přechodová komora
M - Munice
SV - stanoviště velitele
V - výtah
PZ - pozorovací zvon.
- Dolní patro srubu
SAS - přechodová komora
H - nouzový výlez
F - filtrovna
U - ubikace
R - radiostanice
V - výtah
W- záchod.

## Výstavba
K 1. říjnu 1938 byla provedena betonáž základové desky spolu se schodišťovou a výtahovou šachtou do podzemí tvrze.